# Bladee
Benjamin Reichwald (9 de abril de 1994), conhecido profissionalmente como Bladee(AFI: [ˈbleɪd, -diː/]), é um rapper, cantor, compositor, gravador sueco. É também produtor, estilista e membro do coletivo artístico Drain Gang.
Ele lançou seu álbum de estréia, Eversince, em 2016, seu segundo álbum, Red Light, em 2018, ambos pela gravadora de Estocolmo YEAR0001, e também o seu primeiro projeto musical, a mixtape Gluee, de 2014. Além de sua música, Reichwald cria arte visual, que frequentemente aparece como arte de capa para seus lançamentos. Reichwald também atua como diretor criativo da linha de roupas de Yung Lean, Sadboys Gear.

## Discografia

### Álbuns de estúdio
- Eversince (2016)
- Red Light (2018)
- Exeter (2020)
- 333 (2020)
- The Fool (2021)
- Crest (2022) (com Ecco2k)
- Spiderr (2022)
- Cold Visions (2024)

### Mixtapes
- Gluee (2014)
- Working on Dying (2017)
- Icedancer (2018)

### EPs
- Rip Bladee (2016)
- Sunset in Silver City (2018)
- Exile (2018)
- Plastic Surgery (2017)
- Vanilla Sky (2019)
- Requiem (2023)

### Mixtapes colaborativas
- GTBSG Compilation (2013) (com Thaiboy Digital, Ecco2K, Yung Lean, Whitearmor, Yung Sherman)
- AvP (2016) (com Thaiboy Digital)
- D&G (2017) (com Ecco2k, Thaiboy Digital)
- Trash Island (2019) (com Ecco2k, Thaiboy Digital)
- Good Luck (2020) (com Mechatok)
- Psykos (2024) (com Yung Lean)

### Singles
- Into Dust (2014)
- Dragonfly (2014)
- Destroy Me (2017)
- Sesame Street (2018)
- I Chose To Be This Way (2018) (with 16YROLD, Skys)
- Undergone (2020) (com Ssaliva)
- Amygdala (2022) (com Ecco2k, Mechatok)